# Шехзаде Касим
Шехзаде́ Касим (тур. Şehzade Kâsım; 1614, Стамбул — 1638, Стамбул) — син османського султана Ахмеда I та Кесем Султан. 

## Біографія
Шехзаде Касим народився в Стамбулі в сім'ї османського султана Ахмеда Ι і його дружини Кесем Султан.
Після смерті Ахмеда I в 1617 році на трон мав зійти єдинокровний брат Касима, Осман II, а самого шехзаде, як і його братів чекала незавидна доля — всіх їх мали стратити за законом Фатіха. Однак кілька років до того Ахмед I зберіг життя братові Мустафі вже після народження власних синів. Історики вважають, що Ахмед I вважав брата нездатним загрожувати його правлінню на прояві психічної хвороби. Ще однією з причин відступу Ахмеда від правил стало вплив матері Касима, Кесем, яка, побоюючись за життя синів, не бажала після смерті султана бачити на троні шехзаде Османа, матір'ю якого була гречанка Махфіруз. У підсумку, після смерті батька Касима на троні опинився його недоумкуватий дядько.
Правління бездітного Мустафи було недовгим; на троні його змінив Осман II, проте незабаром він був убитий і Мустафа знову став султаном. 1623 року Мустафа був зміщений і султаном став рідний брат Касима, Мурад IV. У 1638 році Касима стратили за наказом султана. Шехзаде Касим був похований у тюрбе Мурада III в мечеті Айя-Софія.